# Dekanat Syców
Dekanat Syców – jeden z 33 dekanatów w rzymskokatolickiej diecezji kaliskiej.

## Parafie
W skład dekanatu wchodzi 8 parafii:
- parafia św. Mateusza Apostoła – Drołtowice
- parafia Najświętszej Maryi Panny Niepokalanie Poczętej – Dziadowa Kłoda
- parafia Najświętszego Serca Pana Jezusa i Wszystkich Świętych – Mąkoszyce
- parafia św. Antoniego – Miłowice
- parafia św. Bartłomieja Apostoła – Stradomia Wierzchnia
- parafia Matki Bożej Częstochowskiej – Syców
- parafia św. Apostołów Piotra i Pawła – Syców
- parafia św. Andrzeja Apostoła – Szczodrów

## Sąsiednie dekanaty
Bralin, Oleśnica wschód (archidiec. wrocławska), Ostrzeszów, Twardogóra, Włochy (archidiec. wrocławska)